# ریچی آدوپیتا
ریچی آدوپیتا (انگلیسی: Richie Adubato؛ زادهٔ ۲۳ نوامبر ۱۹۳۷) یک مربی بسکتبال اهل ایالات متحده آمریکا است. او سابقهٔ مربیگری در تیم‌های دیترویت پیستونز، دالاس ماوریکس و اورلاندو مجیک را دارد.